# Agathemera crassa
Agathemera crassa is een insect uit de orde Phasmatodea en de  familie Agathemeridae. De wetenschappelijke naam van deze soort is voor het eerst geldig gepubliceerd in 1851 door Blanchard.